# Asilus viridescens
Asilus viridescens är en tvåvingeart som beskrevs av Charles Joseph de Villers 1789. Asilus viridescens ingår i släktet Asilus och familjen rovflugor.
Artens utbredningsområde är Frankrike. Inga underarter finns listade i Catalogue of Life.